# Tadeusz Wąsowski

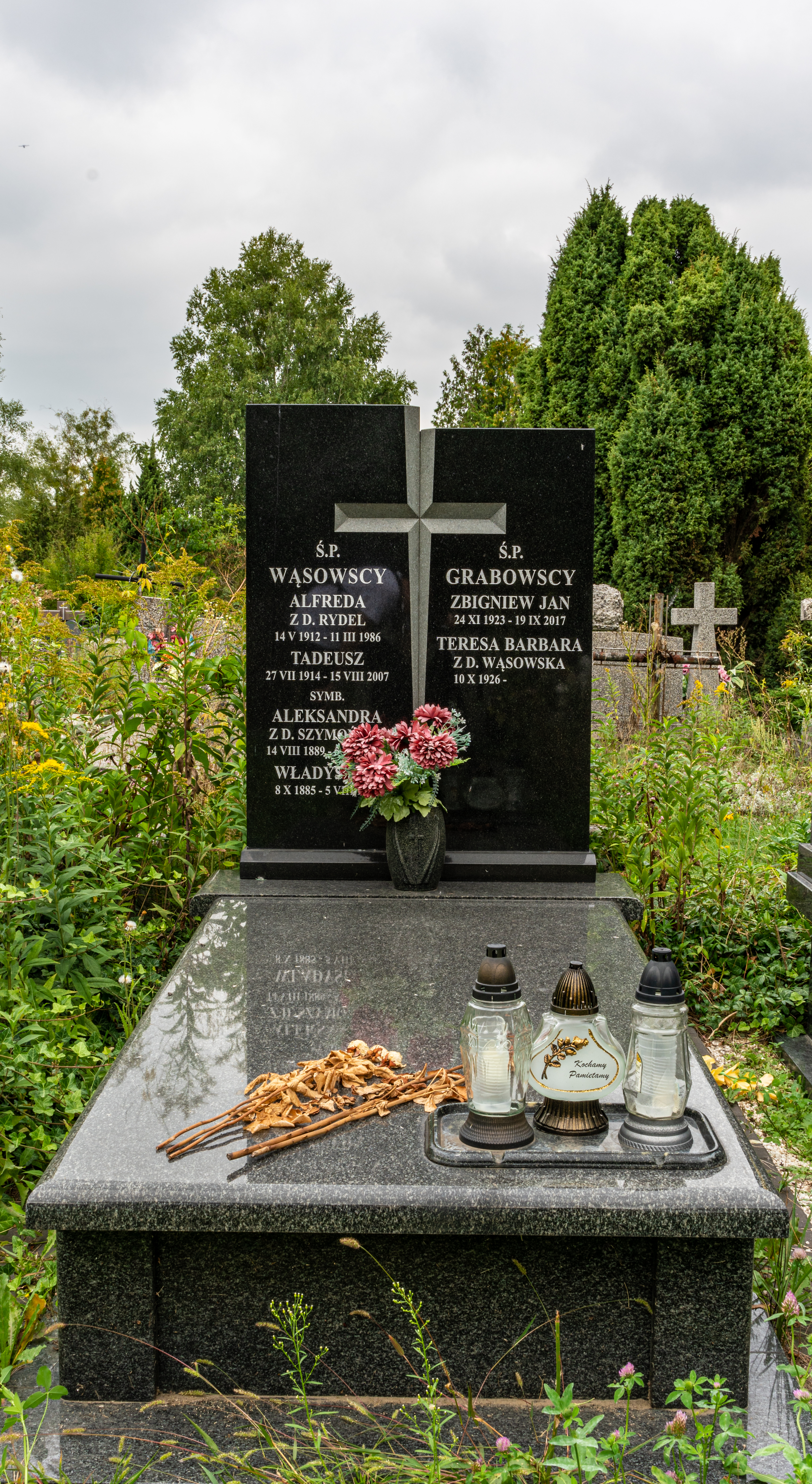
Grób Tadeusza Wąsowskiego na cmentarzu komunalnym Północnym w Warszawie

Tadeusz Wąsowski, ps. „Tadzik” (ur. 26 lipca 1914 w Warszawie, zm. 15 sierpnia 2007) – polski żołnierz podziemia, podpułkownik WP w stanie spoczynku, w momencie śmierci był ostatnim żyjącym oficerem batalionu „Chrobry I”, w powstaniu warszawskim dowodził plutonem.

## Życiorys
Urodził się w rodzinie Władysława i Aleksandry Wąsowskich. W 1933 ukończył I Gimnazjum Miejskie im. gen. Sowińskiego. W latach 1933–1934 odbył zasadniczą służbę wojskową w Szkole Podchorążych Rezerwy Artylerii. 
W momencie wybuchu II wojny światowej walczył jako uczestnik polskiej wojny obronnej 1939. Podczas okupacji niemieckiej był członkiem ZWZ/AK, uczestniczył w powstaniu warszawskim jako podporucznik w batalionie „Chrobry I”, gdzie dowodził plutonem. W sierpniu 1944, jego pluton dokonał między innymi zdobycia niemieckich magazynów na Stawkach gdzie łupem powstańców padło działo przeciwpancerne z ciągnikiem z amunicją. Brał także udział w walkach w Banku Polskim, gdzie został ranny. Kanałami przeszedł ze Starego Miasta do Śródmieścia, pozostając w szpitalu na Powiślu, a następnie na ul. Hożej do końca powstania. 
Absolwent Akademii Nauk Politycznych, długoletni pracownik NBP. 
Był mężem Alfredy z domu Rydel (1912–1986). 
Pochowany 22 sierpnia 2007, na cmentarzu komunalnym Północnym na Wólce Węglowej w Warszawie (kwatera W-XI-9-6-16).

## Ordery i odznaczenia
- Krzyż Oficerski Orderu Odrodzenia Polski (11 listopada 2006)[4][5]
- Krzyż Kawalerski Orderu Odrodzenia Polski
- Krzyż Walecznych
- Krzyż Partyzancki
- Warszawski Krzyż Powstańczy[6]
- Srebrny Krzyż Zasługi (29 czerwca 1955)[7]
- Krzyż Armii Krajowej
- Medal za Warszawę 1939–1945
- Medal Zwycięstwa i Wolności 1945
- Odznaka Grunwaldzka

Źródło:.